# Malavoglia
Malavoglia è un film del 2010 diretto da Pasquale Scimeca, liberamente tratto da I Malavoglia di Giovanni Verga.

## Trama
Un giorno di un anno qualsiasi, agli albori del terzo millennio: ‘Ntoni Malavoglia assiste a uno sbarco di clandestini. Sulla nave c’è Alef, che approfittando della confusione riesce a scappare. ‘Ntoni l’aiuta; gli trova un lavoro nelle serre e una casa nel vicolo dove abita con la sua famiglia. I Malavoglia sono pescatori. Possiedono una barca, la Provvidenza, e una casa, che tutti chiamano “La casa del Nespolo”. La famiglia è composta dal nonno Padron ‘Ntoni, da Bastianazzo, dalla moglie Maruzza e dai figli ‘Ntoni, Mena, Alessi e Lia. ‘Ntoni ha vent’anni e gli altri sono tutti più piccoli. Sono ragazzi poveri, che a malapena hanno finito le scuole dell’obbligo. Una notte la Provvidenza fa naufragio e Bastianazzo muore. La famiglia inizia così a disgregarsi...

## Distribuzione
Il film è stato presentato alla 67ª Mostra internazionale d'arte cinematografica di Venezia e al Toronto International Film Festival 2010.

## Riconoscimenti
- 2011 - Nastro d'argento[1]
  - Nomination Regista del miglior film a Pasquale Scimeca
  - Nomination Miglior sceneggiatura a Pasquale Scimeca e Nennella Buonaiuto con la collaborazione di Tonino Guerra
  - Nomination Miglior fotografia a Duccio Cimatti
  - Nomination Migliore sonoro in presa diretta a Maricetta Lombardo